# 木东
木东（1534年11月1日—1579年12月6日，嘉靖十三年九月廿六－万历七年冬月十八），字震阳，号文巖，又号欝華，纳西族名阿目阿都（A-mu A-tu），丽江第十六代土司，官拜丽江知府。
木东是木高的长子。1559年，一个名叫孤蒲强盗率领土匪包围了中甸的高胜寨，木东奉命率兵解围，大破之。1568年，木东击破孤蒲叛军，并于翌年彻底将其歼灭。
1569年，木东袭父职，为丽江土司。1570年，讨伐你那的才甸寨。1572年，你那的利干毛寨首领相刀投降，顿首谢罪。
1574年，木东遣使朝贡。翌年受封中宪大夫，赐“西北藩篱”四字御书牌坊。1575年，木东亲自讨伐剌秋光寨，又遣长子木旺攻打那其音、你保二寨，大获全胜，斩四百余级、生擒三百余人。1577年，蕃族土匪入侵你那的毛佉寨，遣木旺前去防御。木旺出阵失利，但随后奋勇当先大破敌军并乘胜追击。1579年，建立香水、胜烈、俸杨等寨。

## 家族
- 父：木高
- 母：淑人阿室毛（左氏淑）

- 妻：
  - 正室：阿室鲁（高氏娴，北胜州知州高氏之女）
  - 继室：阿室挥（猛氏富，顺宁府知府猛氏之女）

- 子：
  - 木旺（阿都阿胜，阿室鲁所生）
  - 木盛（阿都阿成，阿室鲁所生）
  - 木鲜（阿都阿先，阿室鲁所生）
- 女：
  - 木氏（阿珂，嫁姚安府同知高金宸）
  - 木氏誉（阿苴，嫁兰州知州罗俊才）
  - 木氏加（嫁北胜州府同知高承祖）